# Corythornis madagascariensis
El martín pigmeo malgache (Corythornis madagascariensis) es una especie de ave coraciforme de la familia Alcedinidae endémica de Madagascar.